# Kennedy Simmonds
Kennedy Alphonse Simmonds (Basseterre, 12 aprile 1936) è un politico nevisiano.